# Blindbåge

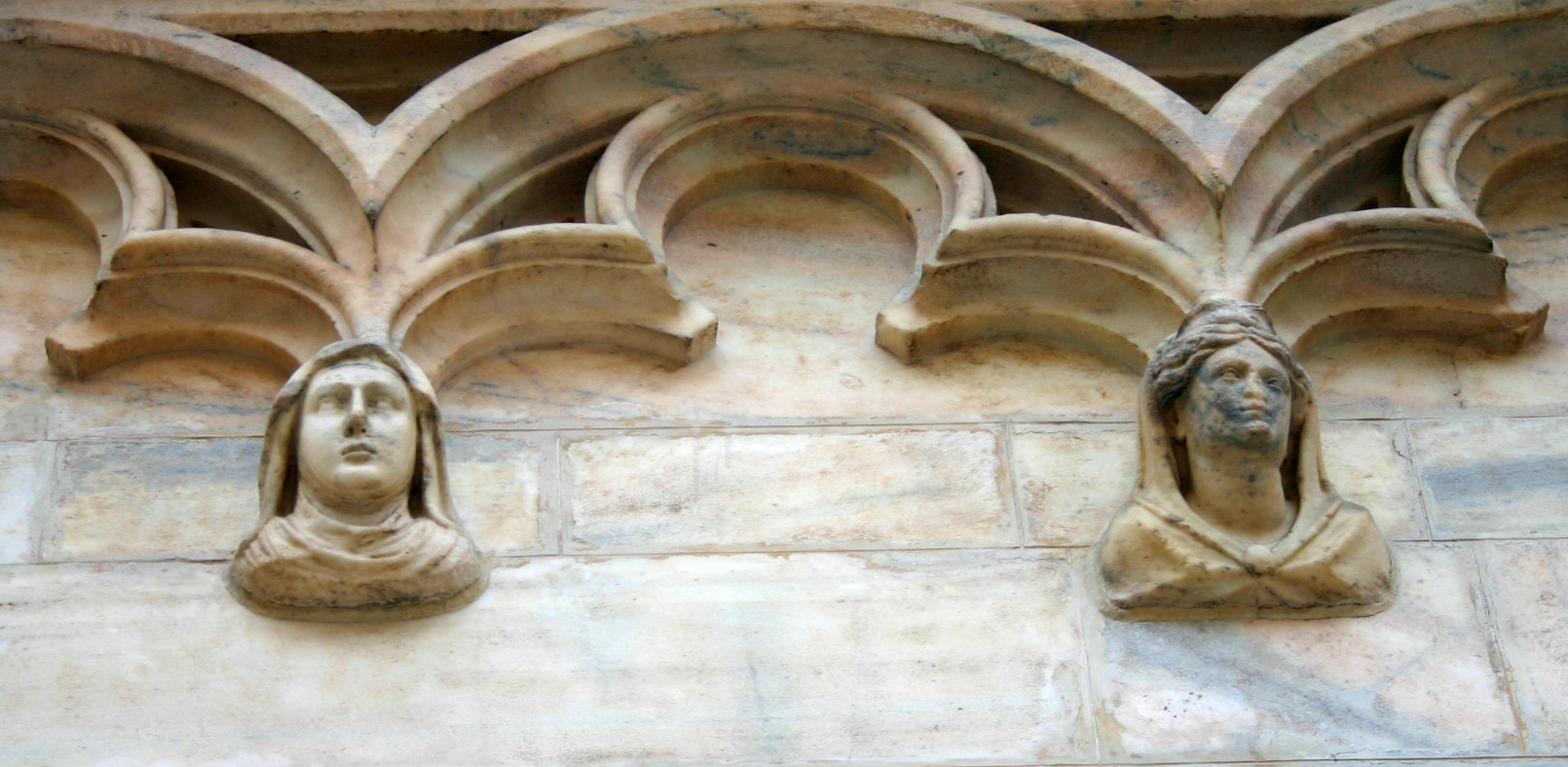
Blindbåge. Duomo di Milano

En blindbåge är i arkitekturen ett dekorativt element, en båge som läggs på väggen utan att avgränsa en muröppning.